# Air Polonia

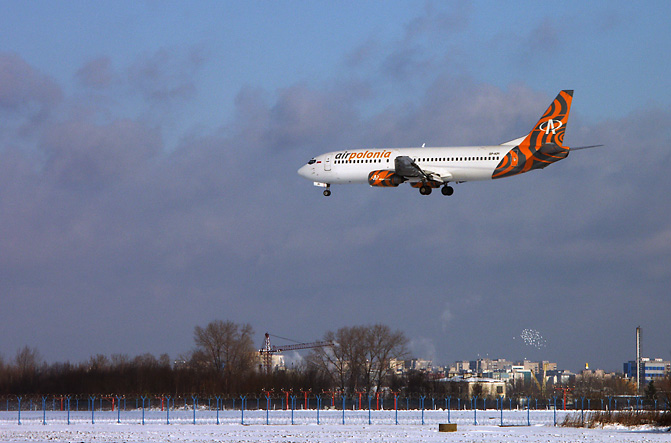
Boeing 737-4Q8 en couleurs de Air Polonia

Air Polonia était la première compagnie polonaise privée à bas prix, fondée en 2001. À partir d'avril 2003, elle proposait des vols depuis Varsovie et d'autres aéroports régionaux polonais et effectuait des charters pour les plus grandes agences de voyages.
Au cours de sa première assemblée générale annuelle, qui s'est tenue à la conférence des liaisons aériennes à Madrid, l'association des lignes aériennes européennes à bas prix (ELFAA) annonça qu'Air Polonia, la ligne aérienne à bas prix polonaise, était devenue le 12e membre de l'association.
Le 5 décembre 2004 son président Jan Litwiński déclara que la compagnie cessait ses vols à cause du retrait de l'investisseur stratégique. Durant son année de fonctionnement, Air Polonia a transporté environ 500 000 passagers.

## Histoire
Air Polonia, créée en 2001, est rapidement devenu populaire. Ses vols à bas prix ont commencé le 8 décembre 2003 en utilisant des machines du type Boeing 737-400 proposant des vols intérieurs reliant Varsovie et Wrocław et des vols internationaux entre Londres Stansted et Varsovie, Gdańsk, Katowice et Poznań. La compagnie élargit ensuite progressivement son offre à d'autres villes européennes comme Bruxelles, Paris, ou Stockholm.
Les campagnes publicitaires de Air Polonia visaient avant tout LOT mais aussi d'autres compagnies effectuant des vols en Pologne, comme British Airways et Air France ou d'autres compagnies à bas prix comme Germanwings.
Néanmoins cette compagnie présentait des manquements dans sa gestion ainsi que dans certaines relations avec ses clients. Après le retrait de l'investisseur stratégique et l'impossibilité d'en trouver un nouveau, la compagnie a cessé ses activités le 5 décembre 2004, ce qui a surtout profité à son concurrent Slovaque SkyEurope.

## Flotte
- 2 Boeings 737-400
- 2 Boeings 737-300
- 1 Let L-410 UVP-E